# Вайтчепел
51°30′59″ пн. ш. 0°04′09″ зх. д. / 51.516388888889° пн. ш. 0.069166666666667° зх. д.
Вайтчепел (англ. Whitechapel) — району Східному Лондоні та майбутній адміністративний центр Лондонського боро Тауер-Гемлетс. Складова Іст-Енду, розташований за 5,5 км на схід від Чарінг-кросс. Входив до складу старовинної парафії Степні, Міддлсекс. Був відокремлений як окрема парафія в XIV столітті. Став частиною Лондонського графства в 1889 році та Великого Лондона в 1965 році. Оскільки район знаходиться неподалік від Доклендсу і на схід від Сіті, він був популярним місцем для іммігрантів та робітничого класу.
Район був центром єврейської громади Лондона в ХІХ та на початку ХХ століття, а також місцем сумнозвісних 11 вбивств Вайтчепела (1888–91), деякі з яких приписували таємничому серійному вбивці, відомому як Джек-Різник. У другій половині ХХ століття у Вайтчепелі оселилась значна громада бангладешців. На території району розташовані Королівський Лондонський шпиталь та мечеть Східного Лондона.

## Межі
- Район межує з:
- Бетнал-Грін[en]
- Лондонське Сіті
- Шадвелл[en]
- Степні[en]
- Спіталфілдз[en]
- Тауер-гілл
- Воппінг[en]
- Маїл-Енд[en]

## Історія
Серцем Вайтчепела є Вайтчепел-Гай-стріт, що простягається далі на схід, як Вайтчепел-роуд, названу на честь маленької каплички, присвяченої Святій Марії. Близько 1338 р. вона стала парафіяльною церквою Вайтчепела, яку найменували Святої Марії Матфелон Церква була серйозно пошкоджена під час німецьких бомбардувань і остаточна демонтована в 1952 році, на її місці є сквер на південній стороні дороги
Вайтчепел-Гай-стріт та Вайтчепел-роуд тепер є частиною дороги A11, яка в давнину була початковою частиною римської дороги між Лондонським Сіті та Колчестером, що починалась від Олдгейт
Наприкінці 16 століття у Вайтчепел розпочали переносити брудні виробництва з Лондона, зокрема шкіряні, пивоварні, ливарні заводи (включаючи ливарну фабрику Біл-Чапел-Белл, яка пізніше відлила Філадельфійський дзвін та Лондонський Біг-Бен) та бойні.
Переселення з сільської місцевості в Лондон з 17 століття до середини 19 століття призвело до того, що велика кількість знедолених людей оселилася серед промислових підприємств.

## Транспорт
- Вайтчепел — станція Лондонського метро, London Overground та Crossrail, для Лондонського метро обслуговує лінії Гаммерсміт-енд-Сіті та Дистрикт, для London Overground — Східно-Лондонську лінію[6]
- Лондонські автобуси 15, 25, 106, 115, 135, 205, 254, D3, N15, N205, N253, N550 і N551 працюють в межах району.
- Вайтчепель сполучений з Національною дорожньою мережею як A11 на Вайтчепел-роуд в центрі, так і на південь A13[en] і шосе A1203, що проходить зі сходу на захід.

## Персоналії
- Джеймі Гарріс (* 1963) — британський актор.